# Banc de Crèdit Balear

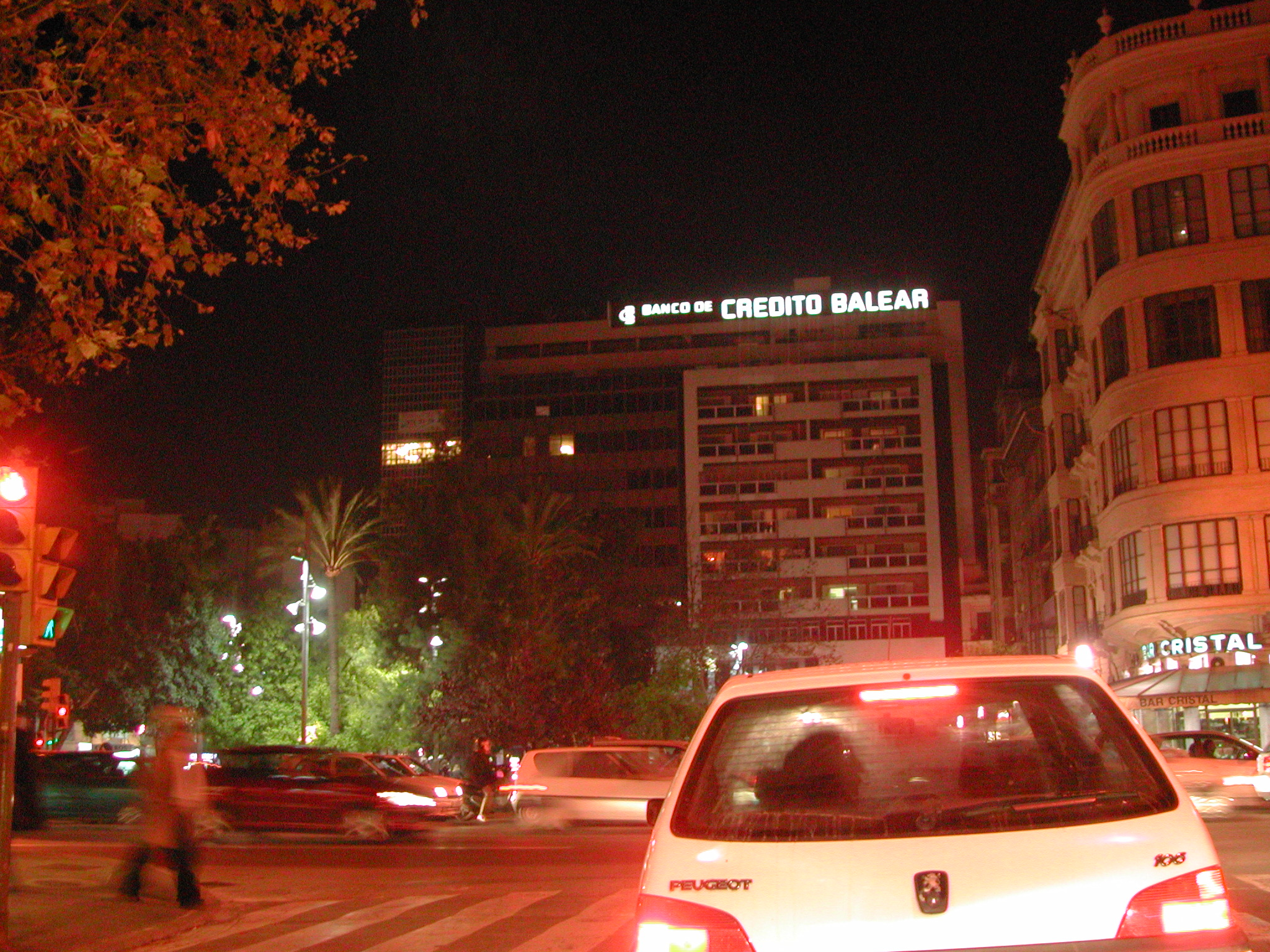
Seu central del banc a la Plaça d'Espanya de Palma.

El Banc de Crèdit Balear és una entitat bancària creada a Palma el febrer de 1872.

## Fundació i inicis
Es va fundar amb un capital inicial de 5.000.000 de pessetes (30.000 euros), distribuït en 10.000 accions, i amb el nom de El Crèdit Balear, en un moment de gran puixança de les associacions econòmiques a Mallorca. Com a promotors hi figuraven un grup de naviliers, comerciants, terratinents i professionals. Rebé el suport del Banc Balear (creat el 1864), fins al punt que el 1874 es projectà la fusió de les dues entitats, cosa que finalment no es dugué a terme. Tenia com a finalitats promoure l'agricultura i la indústria, atorgar préstecs al govern, a l'administració de la província i a la de la ciutat, finançar empreses d'utilitat pública i construir canals i altres obres d'infraestructura. També s'encarregava de la gestió i administració d'imposts, expedició de cartes, crèdits i de tots els afers propis del sector bancari.

## L'expansió de fins delseglexix
El 1876 participà en la creació del Banc Hispano-Colonial de Barcelona, promotor dels interessos espanyols a Cuba i Filipines, i superà amb facilitat la crisi financera provocada per la caiguda de les cotitzacions de les borses de París, Madrid i Barcelona, i encara va poder absorbir, el 1884, el Banc Mallorquí (creat el 1881) i després el Canvi Mallorquí, fundat el 1876. Poc temps abans s'havien obert les seves primeres cinc sucursals a Mallorca (Sóller, Felanitx, Inca, Manacor i Llucmajor) i una d'efímera a Maó.

## L'expansió del tombant de segle
Va subscriure una emissió d'obligacions de la Companyia dels Ferrocarrils de Mallorca (1880) i, el 1894, finançà el ramal ferroviari de Felanitx. Abans d'acabar el segle realitzà les obres del port d'Eivissa i se li adjudicà la representació a Balears de la Companyia Arrendatària de Tabacs. El 1905 hi entrà de vocal el terratinent Manuel Salas i Sureda, que cessà per discrepàncies amb la concessió d'un crèdit a Joan March, que en seria vocal entre 1914 i 1918.

## Crisi i suspensió de pagaments
Durant el primer terç del segle XX la seva evolució no va ser gaire pròspera. Continuà la seva relació amb el ferrocarril (ramal a Artà) i anà augmentant les seves operacions a l'estranger. En els anys 30 va adquirir Viatges Balears SA, delegació a Balears de Viatges Catalònia, que baratà el nom a Viatges Ibèria S.A. Però en el context de la crisi mundial de 1929, agreujada per la realització d'inversions arriscades, la seva situació es va fer difícil. El desembre de 1934 va fer suspensió de pagaments, amb un gran impacte social perquè concentrava bona part de l'estalvi mallorquí. El cap d'oficines, Josep Maria Madico Pi, se suïcidà a París, on havia fugit. La intervenció del Banc d'Espanya, i la creació d'un grup auxiliador, integrat per un grup de bancs, permeté que s'aixecàs la suspensió de pagaments (maig de 1935). Però els petits estalviadors foren els més perjudicats.

## La represa fins als anys 90
Durant la Guerra Civil intervengué en importants sectors de l'economia illenca, com el de l'exportació d'ametla. La postguerra representà la recuperació del banc, a través de diverses empreses filials. Entre altres coses promocionaren la primera fase de la urbanització de Santa Ponça. El 1930 instal·là una sucursal a Eivissa i el 1947 a Ciutadella, absorbint el Banc Comercial de Ciutadella. També adquirí una part important de les accions del Banc Agrícola de Pollença. Cap als anys cinquanta es produí una concentració de l'accionariat, iniciada pel financer mallorquí Joan Nigorra Reinés, conseller i gestor del banc des de 1953. Durant els anys seixanta el banc va viure temps d'expansió, amb un augment dels negocis a l'exterior i amb la dependència del Banc Popular Espanyol. Aquest va anar augment la seva participació en el Banc de Crèdit Balear arribant al 62,8% de les participacions l'any 1997. L'any 1998 el banc tenia recursos propis per un valor de 128.000 milions de pessetes (769.295.493 euros) i la quantia dels dipòsits era de 95.000 milions de pessetes (570.961.500 euros). Des de 1970 n'és president Miquel Nigorra i Oliver. El 1974 inaugurà una nova seu central a la plaça d'Espanya, obra dels arquitectes Rafel Pomar i Guillem Moragues.

## Absorció del 2008
L'any 2008, acabava de començar la crisi financera. El Banc de Crèdit Balear, el qual ja estava controlat majoritàriament pel Banco Popular Español va ser absorbit per aquest el 25 de setembre de 2008. Tot i així, el banc va mantenir la seva marca comercial només a l'arxipèlag balear.